# Prakash Hinduja
Prakash Parmanand Hinduja (né en juin 1945) est un homme d'affaires suisse d'origine indienne dont la famille est originaire de la région du Sindh. Il est également président du groupe Hinduja en Europe, avec des résidences au Royaume-Uni, en Suisse et aux Émirats arabes unis.
En tant qu'entrepreneur, sa fortune s'élève à 37 milliards de livres sterling en 2024, ce qui fait de lui l'un des membres de la famille la plus riche de Grande-Bretagne. Sa fortune provient de participations dans des secteurs tels que le pétrole, le gaz et la banque, ainsi que de la propriété du Raffles London at The OWO.

## Biographie

### Jeunesse
Prakash Parmanand Hinduja est né en juin 1945, il est le fils de Parmanand Hinduja (en). Il est d'origine sindhi.

### Vie privée
Il est marié à Kamal Hinduja, ils vivent à Monaco, et à deux fils, Ajay et Ramkrishan, et une fille, Renuka.

## Affaires judiciaires

### Fraude
En 2021, Prakash Hinduja a fait l’objet d’une enquête pour fraude fiscale et fraude à la résidence en Suisse.
Le Tribunal fédéral suisse lui a ordonné de verser 125 millions de francs suisses à titre de garantie financière.

### Traite d'êtres humains
En 2021, la famille Hinduja a été accusée d'exploiter le personnel indien dans leur manoir tout en cultivant un « climat de peur ».
Les ouvriers étaient gardé dans une villa en Suisse dans des conditions proches de l'esclavage : ils avaient interdiction de quitter la maison, n'étaient autorisés à dormir qu'au sous-sol sur des matelas, leurs passeports leur avaient été confisqués, ils étaient obligés de travailler 18 heures par jour, 7 jours sur 7 et ils n'étaient payés qu'un dixième du salaire requis par la loi suisse une fois tous les trois à six mois. Dans le même temps, les dépenses de la famille Hinduja pour le chien ont atteint 9,6 mille dollars par an, et leur fortune a dépassé 43,5 milliards de dollars à la fin de 2023, a souligné le bureau du procureur.
Pour des raisons médicales, Prakash et son épouse Kamal n'ont pas pu assister à la procédure qui s'est déroulée devant un tribunal pénal de Genève, restant à Dubaï.
Le 21 juin 2024, Prakash Hinduja, Kamal Hinduja, leur fils Ajay Hinduja et leur belle-fille Namrata Hinduja ont été condamnés à des peines de 4 à 4,5 ans de prison pour avoir exploité leurs employées de maison, mais ont été acquittés d'accusations plus graves de traite d'êtres humains,.